# Hans Wiggman
Hans Andersson Wiggman, född 1686, död 16 september 1761 i Kalmar, var en svensk guldsmed.
Hans Wiggman gick i silversmedslära i Jönköping och blev gesäll i Kalmar 1708. 1711 gifte han sig med guldsmeden Hans Felthusens styvdotter Brita Kjellman, erhöll burskap som silversmed i Kalmar 1712. Wiggman omtalas 1723 som ålderman i staden. Bland kända arbeten av honom märks en vinkanna i Mortorps kyrka 1713, i Kalmar domkyrka finns ett par ljusarmar från 1716 samt vinkannor från 1738 och 1750, i Förlösa kyrka en brudkrona från 1755, Kalmar museum äger en pokal från 1739 samt bägare och skedar av honom. Karlskrona museum äger en sked från 1752, Röhsska museet en sockerruska, Nordiska museet några skedar och Kristianstads museum en sked.